# 6월 1일
6월 1일은 그레고리력으로 152번째(윤년일 경우 153번째) 날에 해당한다.

## 사건
- 1270년 - 고려-몽골 전쟁: 고려가 몽골 제국에 항복하자, 배중손 등의 삼별초는 대몽 항쟁을 계속하다.
- 1523년 - 조선 중종 18년, 전라도 수군절도사가 왜구를 물리친 사실을 보고하다.
- 1538년 - 조선 중종 33년, 평안도에서 전염병으로 150여 명이 죽다.
- 1548년 - 조선 명종 3년, 경상도에서 전염병으로 630명이 죽다.
- 1556년 - 조선 명종 11년, 경상 좌도 병사(慶尙左道兵使)가 울산에서 왜적을 물리친 사실을 보고하다.
- 1587년 - 조선 선조 20년, 황해도에서 기근과 전염병으로 5,570명이 죽다.
- 1592년 - 임진왜란: 곽재우가 경상도 의령군에서 의병을 일으키다.
- 1670년 - 조선 현종 18년, 전라도에 큰비로 피해가 발생하다.
- 1862년 - 남북 전쟁: 남부연합의 제퍼슨 데이비스 대통령은 중상을 입은 존스턴 장군의 후임으로 리 장군을 남군 최고 사령관에 임명하다.
- 1871년 - 미국의 조선 침략으로 신미양요가 발생하다.
- 1952년 - 중화인민공화국과 일본이 제1차 중-일 민간무역협정에 서명하다.
- 1976년 - 대한민국의 신용보증기금법에 따라 특별법인이며 기금관리형 준정부기관인 신용보증기금을 설립하다.
- 1980년 - 대한민국, 신군부 12·12 군사 반란 세력이 언론계의 정화-정비계획에 따른 언론통폐합 등 언론 대탄압 사건을 일으키다.
- 1988년 - 미국과 소련 간에 체결된 중거리 핵전력 조약이 발효되다.
- 1998년 - 유럽 연합의 중앙은행인 유럽 중앙은행이 출범하다.
- 1999년 - 미국 아칸소주 리틀록 근처의 애덤스 필드 공항에서 아메리칸 항공의 1420편이 활주로를 이탈하는 사고가 발생하여, 11명 사망, 110명 부상을 입다.
- 2000년 - 종이 주민등록증 사용이 중지됐다.
- 2001년 - 네팔 궁중 학살: 네팔의 국왕 비렌드라를 비롯한 수많은 왕족이 살해는 참사가 발생하다.
- 2007년 - 대한민국, 한국철도공사의 수많은 간이역이 여객 수요 감소로 인해 여객 취급이 중지되다.
- 2009년 - 에어프랑스 447편 추락 사고: 브라질의 리우데자네이루 국제공항을 이륙해 프랑스 샤를 드 골 국제공항으로 향하던 여객기가 대서양에 추락하여, 탑승자 228명 전원이 사망했다.
- 2015년 - 중화인민공화국 후베이성 젠리현 부근 양쯔강에서 둥팡즈싱호가 침몰해 456명 중 14명이 구조되고, 406명이 사망했으며 36명은 실종되었다.
- 2016년 - 세계에서 가장 길고 깊은 터널인 스위스의 고트하르트 베이스 터널(GBT)이 개통되었다.
- 2022년 - 튀르키예의 영어 국호를 ‘터키’에서 튀르키예로 변경해 달라는 요청을 유엔이 최종 승인하다.

## 문화
- 2000년 - 대한민국 요리전문채널 채널F(現 tvN STORY)를 개국하다.
- 2003년 - 대한민국 제주특별자치도에서 SBS 파워FM의 지역민방 라디오 프로그램 JIBS New Power FM을 개국하다. (FM 101.5 MHz)
- 2013년 - 마르쉐가 한국에서 17년 만에 철수하다.
- 2015년 - 대한민국의 C` TIME, GMTV를 개국하다.

## 탄생
- 1076년 - 키예프 대공국의 대공 므스티슬라프 1세. (~1132년)
- 1804년 - 러시아의 작곡가 미하일 글린카. (~1957년)
- 1882년 - 일본의 불교학자 우이 하쿠주. (~1963년)
- 1899년 - 대한민국의 경찰 노덕술. (~1968년)
- 1907년 - 대한민국의 독립운동가 박기성. (~1991년)
- 1918년 - 대한민국의 목사 및 재야운동가 문익환. (~1994년)
- 1920년
  - 대한민국의 로마 가톨릭교회 사제 김재덕. (~1988년)
  - 소련의 번역가 다비트 사모일로프. (~1990년)
- 1922년 - 미국의 배우 조안 코플랜드. (~2022년)
- 1926년
  - 대한민국의 극작가 박현숙. (~2020년)
  - 미국의 배우 마릴린 먼로. (~1962년)
- 1931년 - 일본의 연구자 이즈카 고조. (~2024년)
- 1934년
  - 대한민국의 시인 성기조. (~2023년)
  - 미국의 팝 가수 팻 분.
- 1935년 - 독일의 영화감독, 작가 퍼시 아들론. (~2024년)
- 1937년 - 미국의 배우 모건 프리먼.
- 1938년 - 대한민국의 기업인 박찬주.
- 1940년 - 미국의 이론 물리학자 킵 손.
- 1944년 - 대한민국의 법조 출신 정치인 윤재기.
- 1946년 - 대한민국의 목사, 사회 운동가 인명진.
- 1947년 - 영국의 기타리스트, 작곡가 로니 우드.
- 1952년
  - 대한민국의 희극인 배연정.
  - 터키의 전 축구 선수, 현 축구 감독 셰놀 귀네슈.
  - 대한민국의 드라마 연출자 운군일.
- 1953년 - 대한민국의 배우 이도경.
- 1957년 - 일본의 유도선수 겸 행정가 야마시타 야스히로.
- 1961년
  - 슬로바키아의 작곡가 페테르 마하이디크.
  - 러시아의 기업인 예브게니 프리고진. (~2023년)
- 1962년
  - 대한민국의 배우 김청.
  - 대한민국의 배우 서광재.
  - 대한민국의 정치인 정용기.
  - 카자흐스탄의 전 레슬링 선수 이고리 클리모프.
- 1963년 - 대한민국의 기자 출신 정치인 신성범.
- 1964년
  - 대한민국의 아나운서, 방송인 김자영.
  - 미국의 기업인 마크 타페닝.
- 1968년 - 일본의 배우 나츠카와 유이.
- 1970년
  - 인도의 배우 R. 마다반.
  - 일본의 전 축구 선수 진노 다쿠야.
- 1973년 - 독일의 모델 하이디 클룸.
- 1974년
  - 대한민국의 배우 김홍표.
  - 대한민국의 양궁 선수 정재헌.
  - 캐나다의 싱어송라이터 앨러니스 모리세트.
- 1978년
  - 대한민국의 가수 서정환.
  - 미국의 모델, 배우 레아 더럼.
- 1979년
  - 대한민국의 배우, 래퍼 양동근.
  - 대한민국의 장애인운동가 겸 정치인 최혜영.
  - 스웨덴의 게임 개발자 마르쿠스 페르손.
- 1981년
  - 대한민국의 아나운서 김승휘.
  - 대한민국의 바둑 기사 이정우.
  - 미국의 희극인 겸 배우 에이미 슈머.
  - 일본의 전 축구 선수 나라자키 히로시.
- 1982년
  - 일본의 야구 선수 셋쓰 다다시.
  - 대한민국의 야구 선수 정원.
- 1983년 - 대한민국의 아나운서 채윤아.
- 1984년
  - 대한민국의 농구 선수 윤호영.
  - 대한민국의 전 축구 선수 정윤성.
- 1985년
  - 대한민국의 레이싱 모델 이시현.
  - 대한민국의 야구 선수 정우람 (한화 이글스).
  - 대한민국의 가수, 모델 이서현.
- 1986년
  - 대한민국의 야구 선수 유희관.
  - 대한민국의 가수 겸 배우 이장우.
- 1987년 - 대한민국의 미스코리아 양윤진.
- 1988년
  - 대한민국의 스키 선수 정동현.
  - 멕시코의 축구 선수 하비에르 에르난데스.
  - 일본의 가수 타마키 나미.
- 1989년
  - 대한민국의 전 아나운서, 언론인, 정당인, 정치인 안귀령.
  - 대한민국의 축구 선수 김윤지.
  - 튀르키예의 배우 셀린 셰케르지.
- 1990년 - 일본의 성우 무라카와 리에.
- 1991년
  - 독일, 미국의 배우 자시 비츠.
  - 대한민국의 전직 스타크래프트, 프로게이머 조병세.
  - 일본의 전 축구 선수 사사가키 다쿠야.
- 1992년 - 대한민국의 배우 신나래.
- 1993년
  - 대한민국의 축구 선수 김정현.
  - 미국의 농구 선수 조니 오브라이언트.
- 1994년
  - 대한민국의 전 래퍼 던.
  - 대한민국의 야구 선수 정현.
  - 우루과이의 축구 선수 히오르히안 데 아라스카에타.
- 1995년
  - 대한민국의 전직 리그 오브 레전드 프로게이머 쿤.
  - 일본의 아이돌 마에다 아미.
  - 체코의 사격 선수 페트르 님부르스키.
- 1996년 - 잉글랜드의 배우 톰 홀랜드.
- 1997년
  - 우루과이의 축구 선수 니콜라스 데 라 크루스.
  - 일본의 아이돌 니시 히로토.
- 1998년 - 러시아의 리듬 체조 선수 알렉산드라 솔다토바.
- 1999년
  - 대한민국의 야구 선수 한동희.
  - 중화인민공화국의 스피드 스케이팅 선수 아허나얼 아다커.
  - 미국의 유튜버 테크노블레이드. (~2022년)
  - 미국의 육상 선수 야레드 너구스.
- 2000년
  - 미국의 배우 윌로 실즈.
  - 대한민국의 가수 이나경 (fromis_9).
- 2002년 - 튀니지의 태권도 선수 무함마드 할릴 젠두비.
- 2003년 - 미국의 배우 겸 모델 엠제이 앤서니.
- 2004년 - 일본의 배우 혼다 미유.
- 2010년 - 대한민국의 배우 오한결.
- 2016년 - 대한민국의 아역배우, 모델 한주현.

## 사망
- 193년 - 로마 제국의 황제 디디우스 율리아누스. (133년~)
- 1452년 - 조선의 제5대 국왕 문종. (1414년~)
- 1616년 - 일본 에도 막부의 제1대 쇼군 도쿠가와 이에야스. (1543년~)
- 1815년 - 프랑스의 군인, 정치인 루이 알렉상드르 베르티에. (1753년~)
- 1846년 - 제254대 로마의 교황 교황 그레고리오 16세. (1765년~)
- 1868년 - 미국의 제15대 대통령 제임스 뷰캐넌. (1791년~)
- 1920년 - 대한민국의 독립운동가 황병길. (1885년~)
- 1943년 - 원불교의 창시자 박중빈. (1891년~)
- 1943년 - 영국의 배우 레슬리 하워드. (1893년~)
- 1962년 - 나치 독일의 군인 아돌프 아이히만. (1906년~)
- 1968년 - 미국의 작가, 활동가, 교육가, 사회주의자 헬렌 켈러. (1880년~)
- 1971년 - 미국의 신학자 라인홀드 니버. (1892년~)
- 2008년 - 프랑스의 패션 디자이너 이브 생로랑. (1936년~)
- 2019년 - 스페인의 축구 선수 호세 안토니오 레예스. (1983년~)
- 2021년
  - 이탈리아의 왕족 아메데오 디 사보이아아오스타 공작. (1943년~)
  - 캐나다의 저술가, 작가, 사학자 자크 라쿠르시에르. (1932년~)
- 2022년 - 대한민국의 정치인 조덕현. (1934년~)
- 2023년
  - 독일의 영화배우 마르기트 카르스텐센. (1940년~)
  - 대한민국의 법조인 민병수. (1933년~)
- 2024년 - 프랑스의 영화배우, 장교 필립 르루아. (1930년~)
- 2025년 - 미국의 영화배우 조너선 조스. (1965년~)

## 기념일
- 의병의 날: 대한민국
- 국제아동절
- 대통령의 날(President's Day): 팔라우
- 가와이 다약 축제의 첫날: 말레이시아 사라왁주
- 아조레스 데이: 아조레스
- 해방기념일(Madaraka): 케냐
- 해군의 날: 멕시코
- 식목일: 캄보디아
- 판카실라 데이: 인도네시아
- 승리의 날: 튀니지

## 같이 보기
- 전날: 5월 31일 다음날: 6월 2일 - 전달: 5월 1일 다음달: 7월 1일
- 음력: 6월 1일
- 모두 보기